# Pardachirus pavoninus
Pardachirus pavoninus es una especie de pez de la familia Soleidae en el orden de los Pleuronectiformes.

## Distribución geográfica
Se encuentran desde las  costas de Sri Lanka hasta las de Samoa, Tonga, Japón y Australia.